# فانسنت ساسو
فانسنت ساسو (بالفرنسية: Vincent Sasso) (16 فبراير 1991 بسان كلو في فرنسا - ) هو لاعب كرة قدم فرنسي في مركز الدفاع. شارك مع منتخب فرنسا تحت 16 سنة لكرة القدم ومنتخب فرنسا تحت 17 سنة لكرة القدم ومنتخب فرنسا تحت 18 سنة لكرة القدم ومنتخب فرنسا تحت 19 سنة لكرة القدم ومنتخب فرنسا تحت 20 سنة لكرة القدم ومنتخب فرنسا تحت 21 سنة لكرة القدم. أما مع النوادي، فقد لعب مع سبورتينغ براغا وشيفيلد وينزداي ونادي بيرا مار ونادي نانت وS.C. Braga B ‏.

## وصلات خارجية
- فانسنت ساسو على موقع رابطة كرة القدم الفرنسية للمحترفين (الإنجليزية)
- فانسنت ساسو على موقع قاعدة بيانات كرة القدم.إي يو (الإنجليزية)
- فانسنت ساسو على موقع ليكيب (الفرنسية)
- فانسنت ساسو على موقع Soccerbase.com (لاعب) (الإنجليزية)
- فانسنت ساسو على موقع Soccerway.com (الإنجليزية)
- فانسنت ساسو على موقع عالم كرة القدم.نت (الإنجليزية)
- فانسنت ساسو على موقع AS.com (الإسبانية)